# Groupe d'armées du Centre
Le Groupe d'armées du Centre (GAC), est un groupe d'armées de l'armée française pendant la Première Guerre mondiale.

## Historique
La mise en place du Groupe d'armées du Centre, est décidée en juin 1915. Le général Édouard de Castelnau en reçoit le commandement le 22 juin 1915.
Le GAC est ensuite supprimé le 1er décembre 1917, puis un deuxième est créé (aussi appelé G.A. Maistre) par transformation du groupe d'armées du Nord le 6 juillet 1918, le général Paul Maistre en est le dernier commandant jusqu'à l'armistice,.

## Commandement
- général Édouard de Castelnau, du 22 juin 1915 au 12 décembre 1915.
- général Fernand de Langle de Cary, du 12 décembre 1915 au 30 avril 1916.
- général Philippe Pétain, du 2 mai 1916 au 4 mai 1917.
- général Émile Fayolle, du 4 mai 1917 au 1er décembre 1917.
- général Paul Maistre, du 6 juillet 1918 jusqu'à l'armistice de 1918.

## Composition

### Situation enjuillet 1915
Le 1er juillet 1915, du nord au sud, le GAC commandé par le général de Castelnau se compose des :
- 6e armée (général Dubois) ;
- 5e armée (général Franchet d'Espèrey) ;
- 4e armée (général de Langle de Cary).

### Situation enfévrier 1917
Le 15 février 1917, de l'ouest à l'est, le GAC, commandé par le général Pétain se compose des  :
- 4e armée (général Roques) ;
- 2e armée (général Guillaumat).